# Bazyli Wojtowicz

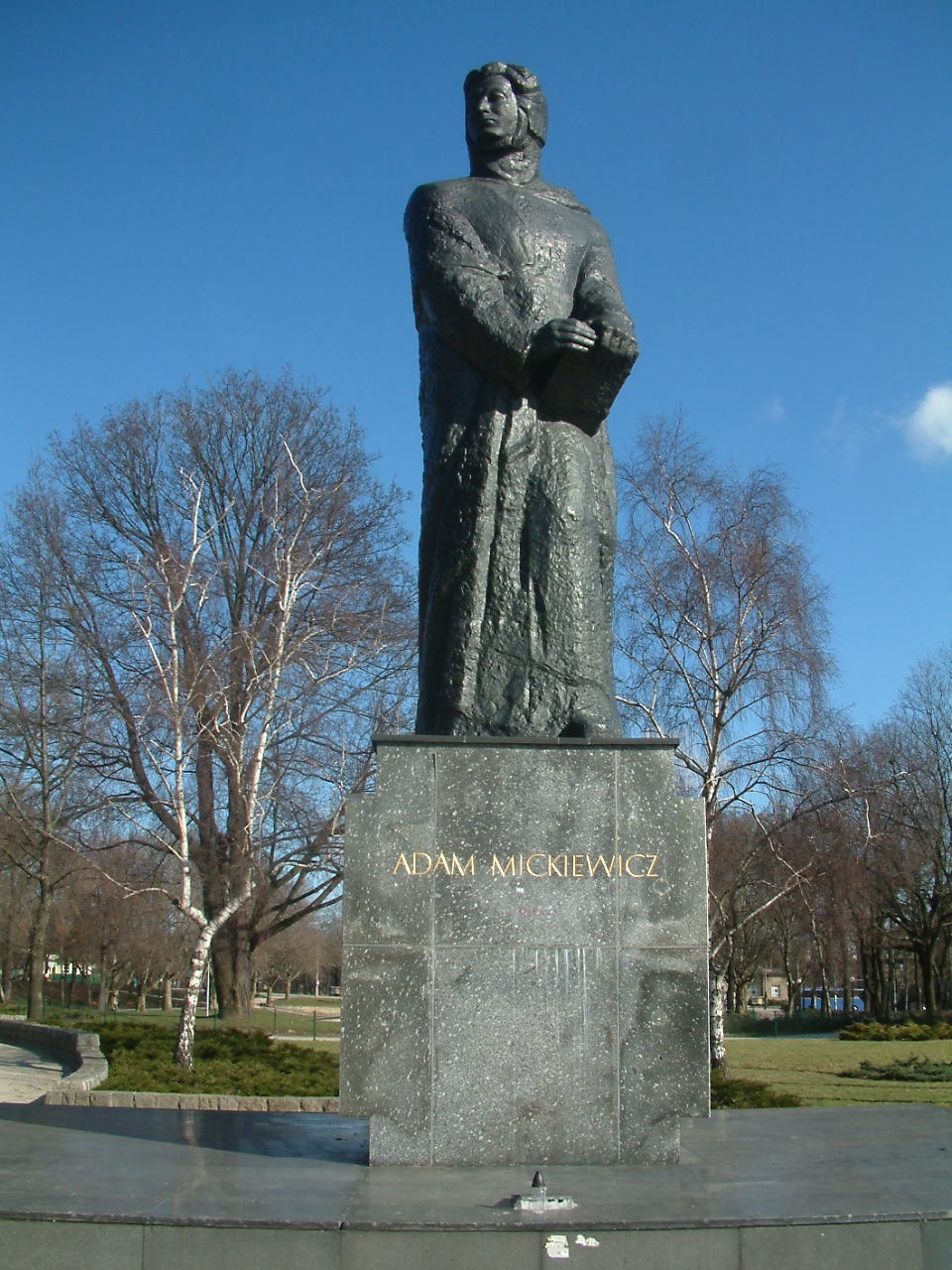
Odsłonięty w 1960 roku pomnik Adama Mickiewicza, autorstwa Bazylego Wojtowicza i Czesława Woźniaka

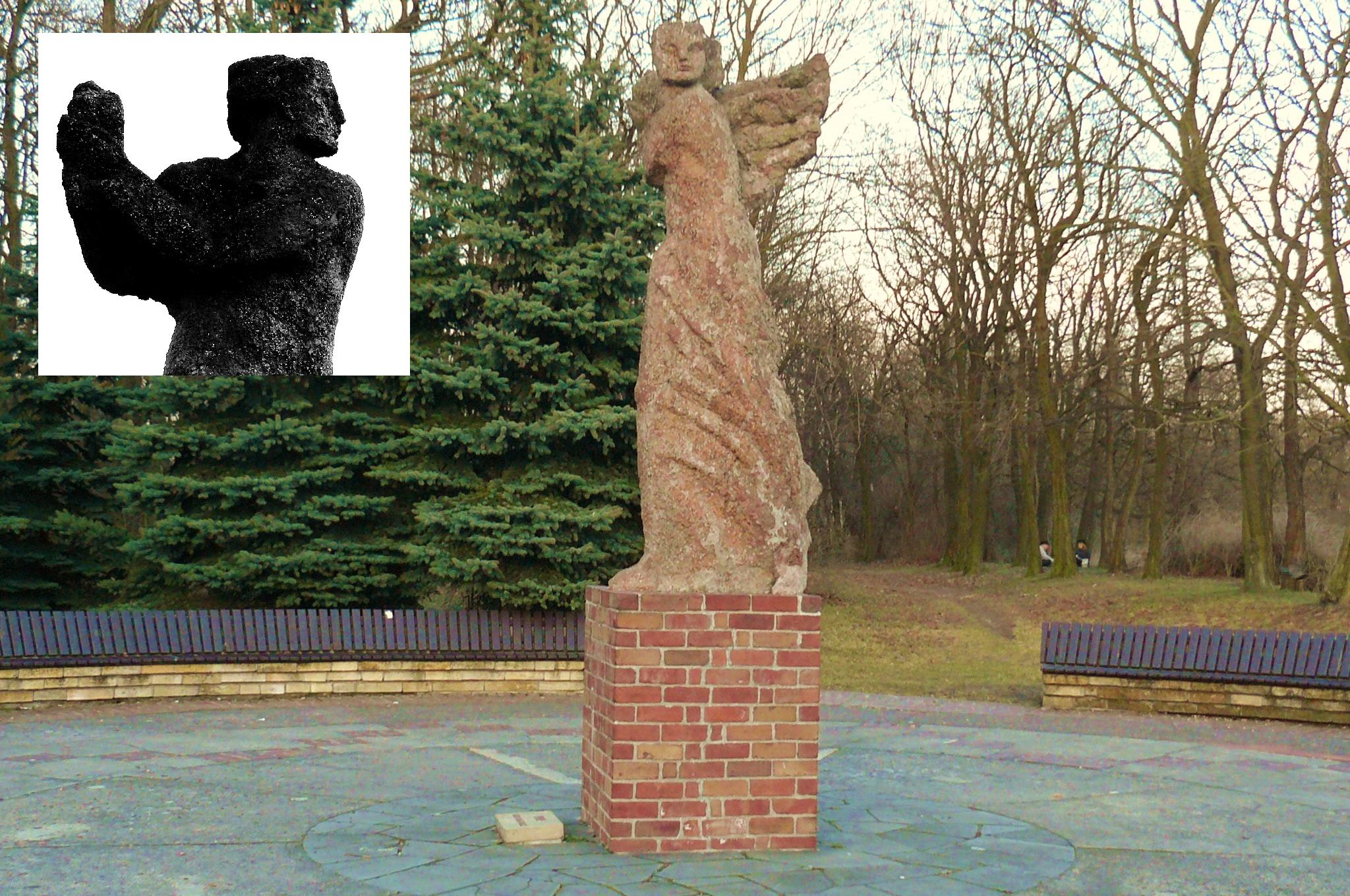
Rzeźba "Nike" na Cytadeli w Poznaniu

Bazyli Wojtowicz (ur. 2 kwietnia 1899 w Czarnorzekach, zm. 27 marca 1985 w Poznaniu) – polski rzeźbiarz.

## Życiorys
Syn Nikifora i Anastazji z Jabczaników. Studia rzeźbiarskie rozpoczął w roku 1923 w Warszawie w pracowni Henryka Kuny. Następnie kontynuował naukę w Miejskiej Szkole Sztuk Zdobniczych u profesora Jana Szczepkowskiego. W roku 1925 wstąpił na Akademię Sztuk Pięknych w Warszawie, gdzie studiował w pracowni rzeźby pod kierunkiem profesora Tadeusza Breyera. Po ukończeniu studiów od roku 1936 prowadził w Państwowej Szkole Sztuk Zdobniczych w Poznaniu pracownię rzeźby dekoracyjnej. Od roku 1938 prowadził pracownię rzeźby monumentalnej. Podczas wojny został wysiedlony do Częstochowy, a następnie przeniósł się do Warszawy. Po zakończeniu wojny wrócił do Poznania, gdzie kontynuował pracę na uczelni. W 1956 roku został profesorem nadzwyczajnym PWSP. W latach 1963–1969 był prodziekanem Wydziału Malarstwa Grafiki i Rzeźby. W 1969 przeszedł na emeryturę. 
Wykształcił wielu znakomitych rzeźbiarzy. Jego uczniami byli Jan Berdyszak, Józef Kopczyński, Anna Krzymańska, Anna Rodzińska, Olgierd Truszyński, Mieczysław Welter.
Został pochowany na Cmentarzu Junikowo w Poznaniu w Alei Zasłużonych.

## Twórczość i wystawy
- 1929 I nagroda w konkursie na projekt pomnika Tadeusza Kościuszki w Bytomiu
- 1930 II nagroda za projekt pomnika generała Sowińskiego dla Warszawy
- 1936 wystawia Łuczniczkę na wystawie olimpijskiej w Berlinie
- 1939 udział w światowej wystawie olimpijskiej w Nowym Jorku
- 1945 III nagroda w konkursie na pomnik Bohaterów Cytadeli, realizował płaskorzeźbę ze sceną walki o Poznań w dolnej partii pomnika
- 1955 I nagroda (wraz z Czesławem Woźniakiem) w konkursie na pomnik Adama Mickiewicza w Poznaniu
- 1979 wystawa monograficzna w Muzeum Narodowym w Poznaniu